# Celestino Sánchez Ramos
Celestino Andrés Sánchez Ramos (Málaga, 24 de julio de 1950 - Sabadell, 12 de julio de 2025) fue un activista y político comunista español.

## Biografía
Nacido en Málaga, llegó con su familia a Cataluña en 1960, estableciéndose en Sabadell. Trabajó como fontanero y electricista, y militó en el sindicalismo durante los últimos años del franquismo dentro las filas de CCOO. Militante del PSUC, de cuyo comité central era miembro, fue elegido diputado por la provincia de Barcelona en las elecciones al Parlamento de Cataluña de 1980. Perteneciente al sector prosoviético del partido, en diciembre de 1981 fue uno de los cuatro diputados que abandonó el PSUC para crear, en abril del año siguiente el Partido de los Comunistas de Cataluña (PCC), siendo elegido miembro de su comité ejecutivo. En las elecciones al Parlamento de Cataluña de 1988 fue elegido nuevamente diputado por Iniciativa per Catalunya, coalición creada en 1987 en la que se había integrado el PCC. Sin embargo, el PCC dejó la coalición en abril de 1989 y Sánchez, junto con los demás diputados del PCC, pasó al Grupo Mixto, en el que estuvo hasta el final de la legislatura.
En las elecciones municipales de 1999 fue el cabeza de lista de Esquerra Unida i Alternativa (EUiA) en Barberá del Vallés, siendo elegido concejal (el PCC había sido uno de los fundadores de EUiA en 1998). Repitió en 2003 y 2007. Entre 2003 y 2009 fue teniente de alcalde de participación ciudadana, hasta su retirada de la política activa. Era presidente de la Fundación Pere Ardiaca. También se encontraba integrado en el movimiento de los "yayoflautas", vinculado al 15-M.
Tenía dos hijos.